# Diparopsis
Diparopsis é um gênero de traça pertencente à família Arctiidae.